# Фонтноа сир Мозел
Фонтноа сир Мозел (фр. Fontenoy-sur-Moselle) насеље је и општина у североисточној Француској у региону Лорена, у департману Мерт и Мозел која припада префектури Тул.
По подацима из 2011. године у општини је живело 363 становника, а густина насељености је износила 65,52 становника/km². Општина се простире на површини од 5,54 km². Налази се на средњој надморској висини од 205 метара (максималној 264 m, а минималној 192 m).

## Демографија
| 1962. | 1968. | 1975. | 1982. | 1990. | 1999. | 2011. |
| ----- | ----- | ----- | ----- | ----- | ----- | ----- |
| 178   | 206   | 219   | 229   | 224   | 195   | 363   |

График промене броја становника у току последњих година